# Miskhako
Miskhako - Мысхако (rus) - és un poble del krai de Krasnodar, a Rússia. Es troba al vessant meridional del mont Koldun (447 m), a l'oest del cap de Miskhako a la costa de la península d'Abrau, a la vora nord-oriental de la mar Negra, a 6 km al sud de Novorossiïsk i a 105 km al sud-oest de Krasnodar, la capital.
Pertanyen a aquest municipi els pobles de Fedótovka i Xirókaia Balka.

## Història
La vila fou fundada el 1903. Durant la Segona Guerra Mundial fou ocupada el 1942. L'any següent fou alliberada durant la batalla de la cruïlla del Kuban, a la nit del 4 de febrer de 1943 una companya de 274 homes sota el comandament de Tsézar Kúnikov a l'oest, al cap de Miskhako, procedent de Guelendjik, capturà el camp d'operacions Màlaia Zémlia i el retingué sota els atacs enemics fins a l'alliberament definitiu de la ciutat el 16 de setembre de 1943 en l'operació Novorossiïsk-Taman.

## Galeria d'imatges

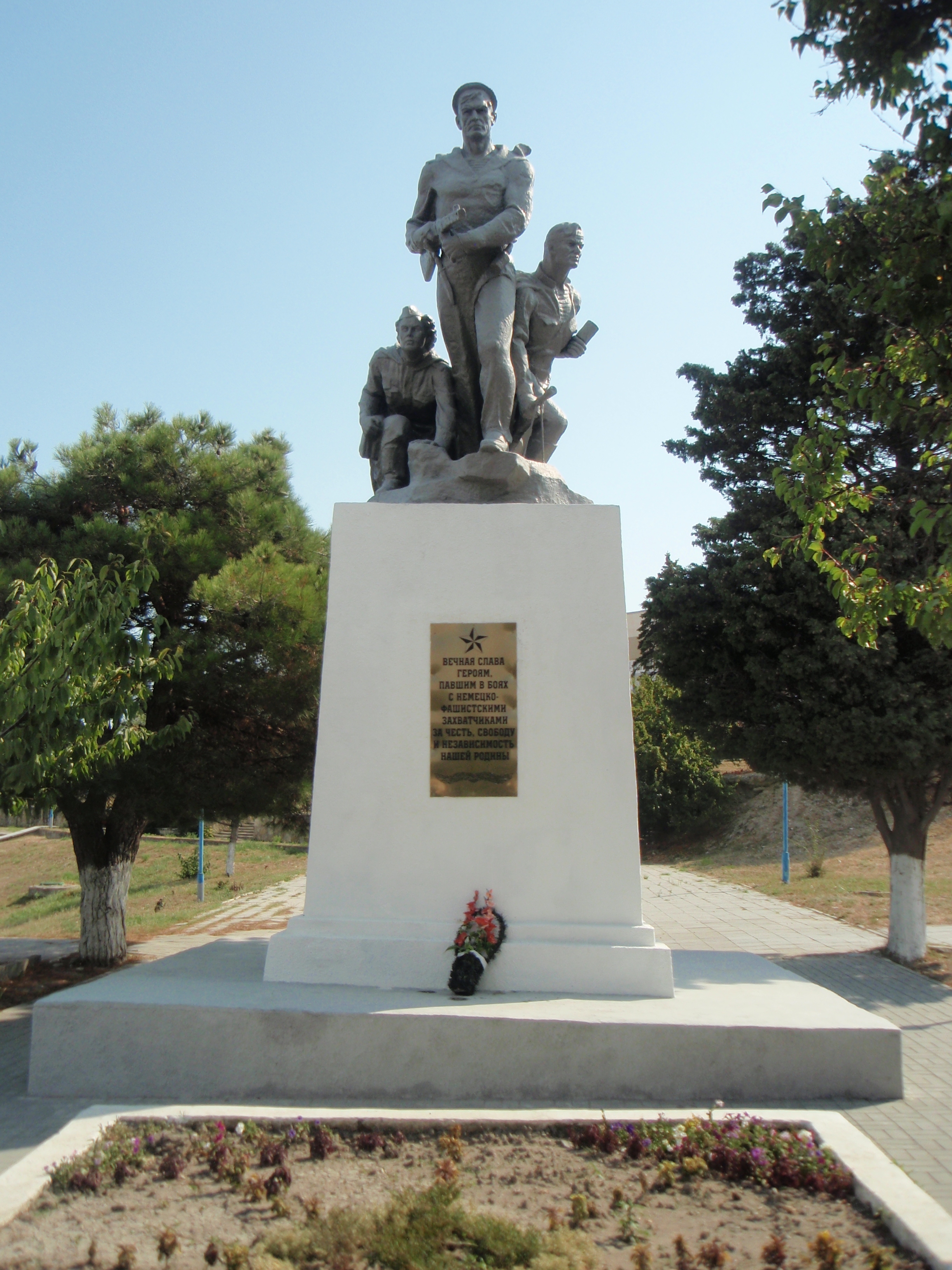
Monument als soldats caiguts a la Segona Guerra Mundial.
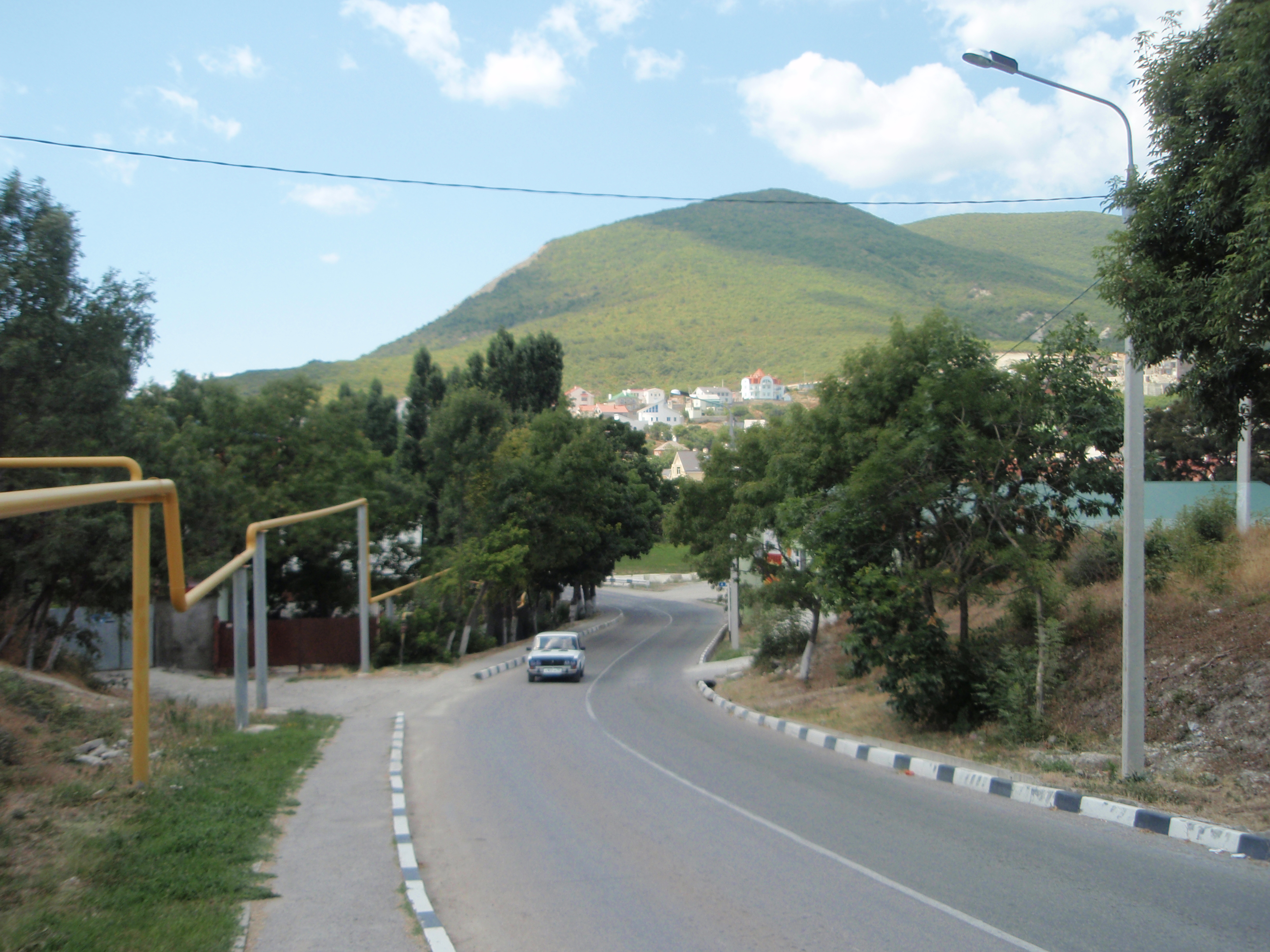
Vista del vessant del mont Koldun (447 m).
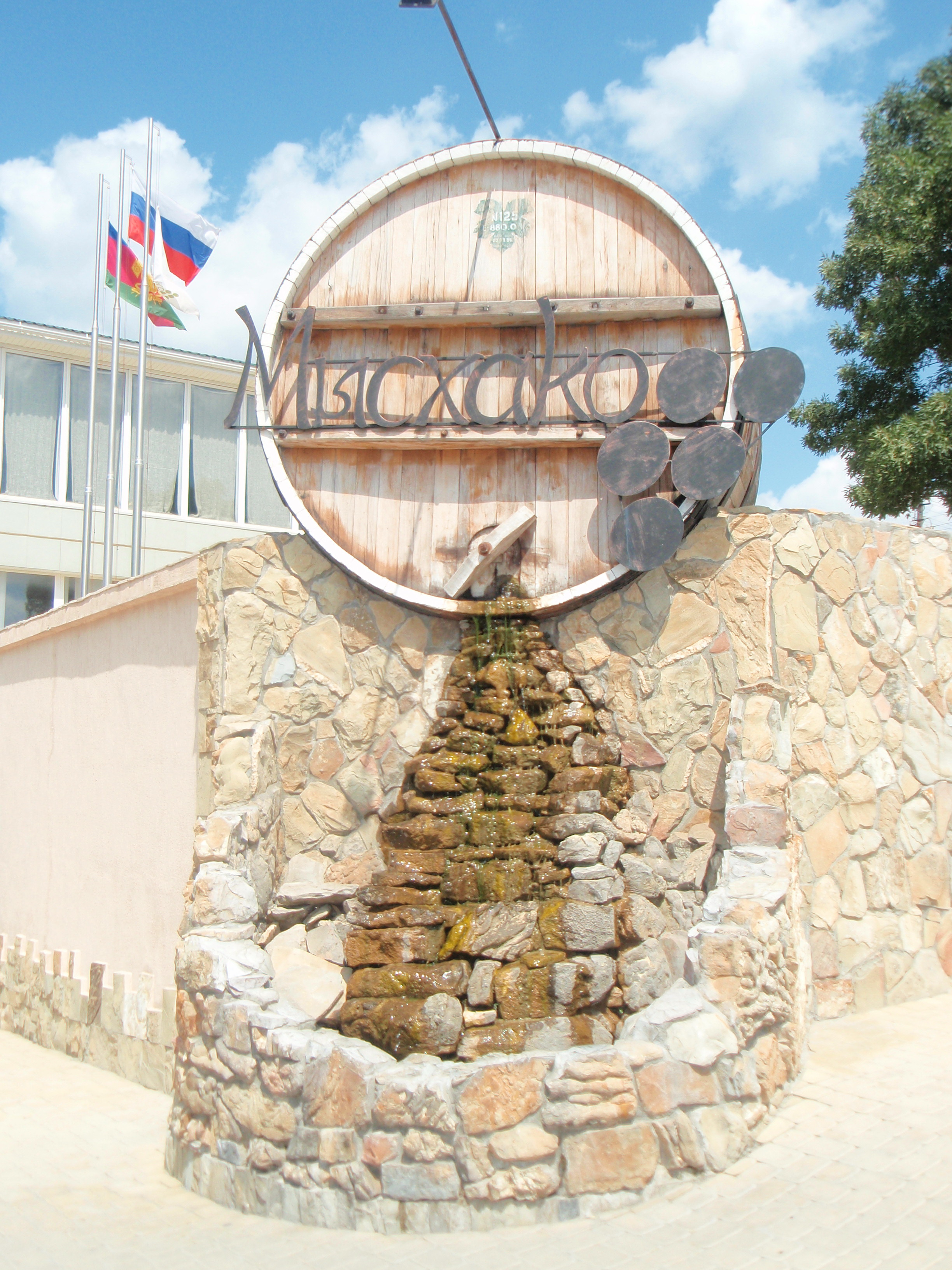
Logotip de la bodega Miskhako.
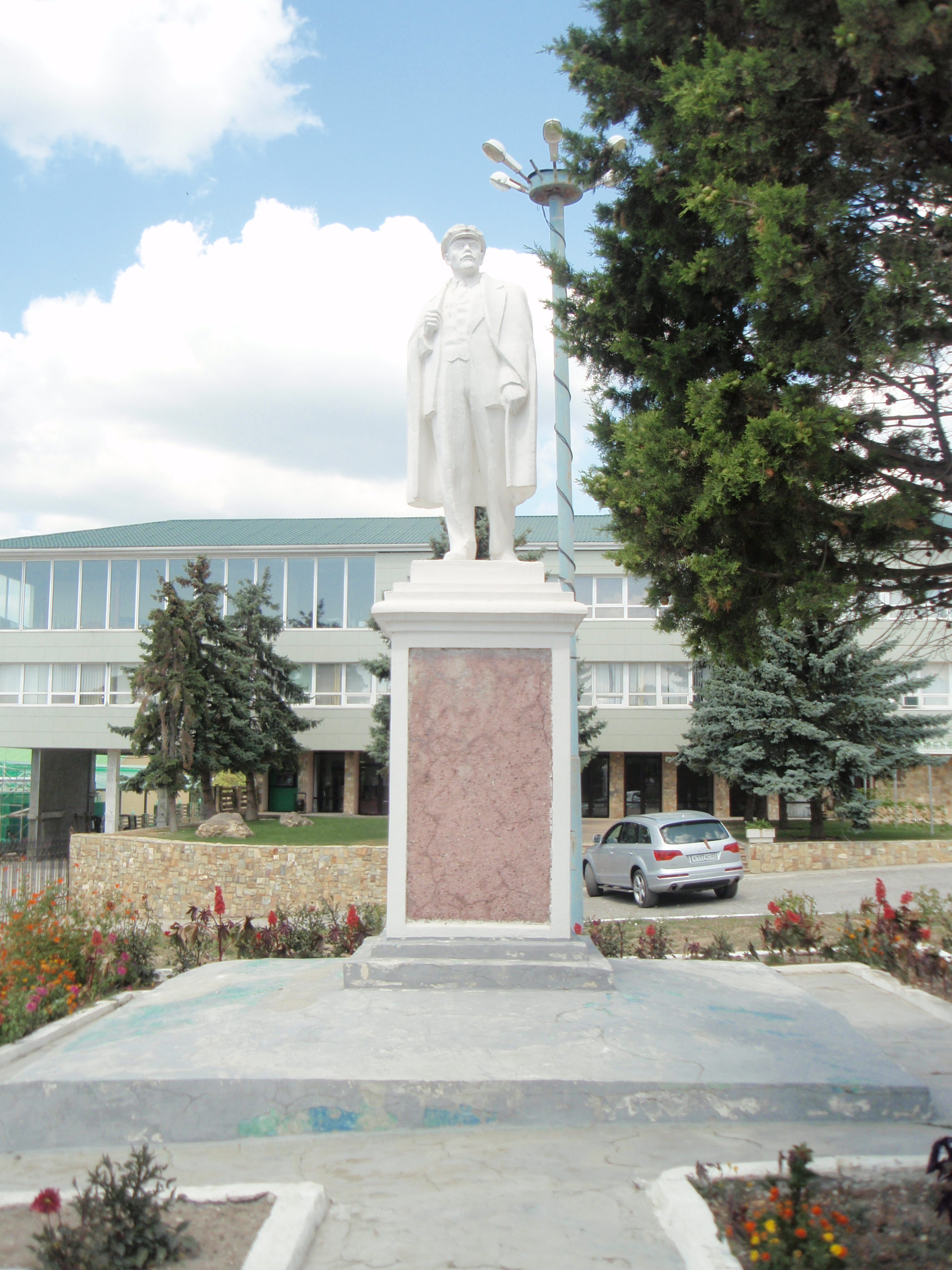
Monument a Lenin.